# Fenerbahçe SK (volley-ball masculin)
Pour le club omnisports, voir Fenerbahçe Spor Kulübü.
Maillots
Fenerbahçe est un club de volley-ball turc, section du club omnisports du Fenerbahçe Spor Kulübü, fondé en 1954 et basé à Istanbul, évoluant en Türkiye Erkekler Voleybol 1.Ligi.

## Palmarès
- Challenge Cup (1)
  - Vainqueur : 2014[2]
- Championnat d'Istanbul (5)
  - Vainqueur : 1927‚ 1928‚ 1929‚ 1933‚ 1934
- Championnat de Turquie (5)
  - Vainqueur : 2008, 2010, 2011, 2012, 2019
  - Finaliste : 2004, 2006, 2014[3]
- Coupe de Turquie (4)
  - Vainqueur : 2008, 2012, 2017, 2019
  - Finaliste : 2011, 2014[4]
- Supercoupe de Turquie
  - Vainqueur : 2011, 2012,  2017
  - Finaliste : 2010, 2014[5]

## Entraîneurs
- 2010-2012 :  Daniel Castellani
- 2013-2015 :  Daniel Castellani
- 2018-2020 :  Mariusz Sordyl
- 2020- :  Erkan Toğan

## Bilan par saison
| Saison    | Division | Saison régulière | Phase finale | Coupe de Turquie | Supercoupe de Turquie | Coupes d'Europe                |
| --------- | -------- | ---------------- | ------------ | ---------------- | --------------------- | ------------------------------ |
| 2014-2015 | 1.Lig    | 4e               | 8e           | 1/4 finale       |                       | Poule E Ligue des champions    |
| 2013-2014 | 1.Lig    | 1er              | Finaliste    | Finaliste        | Finaliste             | Vainqueur Challenge Cup        |
| 2012-2013 | 1.Lig    | 6e               | 6e           | 2e tour          | -                     | Poule E Ligue des champions    |
| 2011-2012 | 1.Lig    | 1er              | Champion     | Vainqueur        | Vainqueur             | Poule E Ligue des champions    |
| 2010-2011 | 1.Lig    | 5e               | Champion     | Finaliste        | Vainqueur             | Poule E Ligue des champions    |
| 2009-2010 | 1.Lig    | 1er              | Champion     | 3e tour          | Finaliste             | -                              |
| 2008-2009 | 1.Lig    | 5e               | 5e           | 2e tour          | -                     | 1/8 finale Ligue des champions |
| 2007-2008 | 1.Lig    | 2e               | Champion     | Vainqueur        | -                     | 2e tour Challenge Cup          |
| 2006-2007 | 1.Lig    | 2e               | 3e           | non disputé      | -                     | 1/8 finale Top Teams Cup       |
| 2005-2006 | 1.Lig    | 2e               | Finaliste    | non disputé      | -                     | -                              |

## Effectifs

### Saison 2018-2019
| No                                        | Nom                                       | Date de naissance                         | Taille                       | Poids                        | Poste                        |
| ----------------------------------------- | ----------------------------------------- | ----------------------------------------- | ---------------------------- | ---------------------------- | ---------------------------- |
| 8                                         | İzzet Ünver                               | 1er janvier 1992                          | 195                          | 86                           | Réceptionneur-attaquant      |
| 12                                        | Bertuğ Göndeş                             | 26 octobre 1996                           | 202                          | 75                           | Central                      |
| 15                                        | Oğuzhan Karasu                            | 16 juin 1995                              | 205                          | 95                           | Central                      |
| 10                                        | Emre Batur                                | 21 avril 1988                             | 201                          | 90                           | Central                      |
| 9                                         | Halil İbrahim Kurt                        | 16 février 1998                           | 206                          | 95                           | Central                      |
| 17                                        | Caner Dengin                              | 15 décembre 1987                          | 187                          | 83                           | Libero                       |
| 7                                         | Anıl Durgut                               | 25 juin 1997                              | 200                          | 88                           | Réceptionneur-attaquant      |
| 16                                        | Ferhat Akdeniz                            | 26 octobre 1986                           | 202                          | 80                           | Central                      |
| 18                                        | Ahmet Karataş                             | 31 mars 1991                              | 188                          | 75                           | Libero                       |
| 4                                         | Ahmetcan Büyükgöz                         | 1er juin 2000                             | 194                          | 75                           | Réceptionneur-attaquant      |
| 5                                         | Oğulcan Yatgın                            | 28 avril 1997                             | 201                          | 88                           | Passeur                      |
| 1                                         | Ulaş Kıyak                                | 11 août 1981                              | 187                          | 80                           | Passeur                      |
| 6                                         | Kevin Klinkenberg                         | 4 octobre 1990                            | 197                          | 94                           | Réceptionneur-attaquant      |
| 2                                         | Wouter ter Maat                           | 7 mai 1991                                | 200                          | 90                           | Passeur                      |
| 19                                        | Konstantin Čupković                       | 2 janvier 1987                            | 205                          | 89                           | Réceptionneur-attaquant      |
| 13                                        | Salvador Hidalgo Oliva                    | 27 décembre 1985                          | 198                          | 98                           | Attaquant                    |
|                                           |                                           |                                           |                              |                              |                              |
| Encadrement technique                     | Encadrement technique                     |                                           | Légende                      | Légende                      | Légende                      |
| Entraîneur : Mariusz Sordyl               | Entraîneur : Mariusz Sordyl               | Entraîneur : Mariusz Sordyl               | : Capitaine                  | : Capitaine                  | : Capitaine                  |
| Entraîneur(s) adjoint(s) : Kerem Eryılmaz | Entraîneur(s) adjoint(s) : Kerem Eryılmaz | Entraîneur(s) adjoint(s) : Kerem Eryılmaz | : Joueur blessé actuellement | : Joueur blessé actuellement | : Joueur blessé actuellement |
| Manager général : Dariusz Stanicki        |                                           |                                           |                              |                              |                              |